# Silis rufithorax
Silis rufithorax es una especie de coleóptero de la familia Cantharidae.

## Distribución geográfica
Habita en Haití.